# Johnny Nash

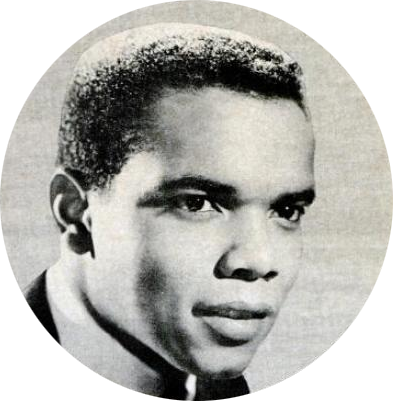
Johnny Nash (1965)

Johnny Nash, właśc. John Lester Nash Jr. (ur. 19 sierpnia 1940 w Houston, zm. 6 października 2020 tamże) – amerykański piosenkarz i autor tekstów, znany z utworu „I Can See Clearly Now”.